# Harvey Parnell
Harvey Parnell, né le 28 février 1880 dans le comté de Cleveland (Arkansas) et mort le 16 janvier 1936 à Little Rock (Arkansas), est un homme politique démocrate américain. Il est le quatrième lieutenant-gouverneur de l'Arkansas entre 1927 et 1928 puis gouverneur de l'Arkansas entre 1928 à 1933.

## Sources
- (en) Cet article est partiellement ou en totalité issu de l’article de Wikipédia en anglais intitulé « Harvey Parnell » (voir la liste des auteurs).